# 文森佐·費迪南迪
文森佐·費迪南迪（1920年—1990年），他過去是一名時裝設計師。
1949年，費迪南迪與克里斯汀·迪奧合作。他回到意大利並在羅馬開設了他的工作室。
1953年，他參加了在皮蒂宮舉行的首場著名時裝秀。
Ferdinandi是意大利時尚聯盟的創始人之一。

## 外部連結
- （页面存档备份，存于）（意大利文）